# Vladimir Bazarov
Vladimir Aleksandrovitj Bazarov (ryska: Владимир Александрович Базаров, hans egentliga släktnamn var Руднев, Rudnev), född 8 augusti (gamla stilen: 27 juli) 1874 i Tula, död 16 september 1939 i Moskva, var en rysk (sovjetisk) nationalekonom.
Bazarov var från 1896 aktiv i de revolutionära organisationer och medarbetade i deras press, han blev förvisad två gånger, och tillhörde från 1904 och till omkring 1908 bolsjevikpartiet. Från 1917–19 visade dock hans författarskap en viss distans mot oktoberrevolutionen och ryska inbördeskriget. I sina filosofiska verk var Bazarov förespråkare för en "skeptisk idealism", grundad på vetenskaplig realism. Bazarov kritiserade såväl historiematerialismen som den bolsjevikiska taktiken och anarkismen. Från 1921 var han huvudsakligen koncentrerad på undersökningar om arbetets natur, penningemission samt de kapitalistiska och socialistiska utvecklingslinjerna. Han arbetade vid en sovjetiska Gosplan, då han 1930 arresterades för "kontrarevolutionär verksamhet". Efter ett och ett halvt års fängelse återkom han till Moskva, där han fram till sin död arbetade med översättningsarbete.